# Turraea retusa
Turraea retusa är en tvåhjärtbladig växtart som beskrevs av B.T. Styles & F. White. Turraea retusa ingår i släktet Turraea och familjen Meliaceae. Inga underarter finns listade i Catalogue of Life.